# Bastian Dankert
Bastian Dankert, né le 9 juin 1980 à Schwerin en Allemagne, est un arbitre international allemand de football.

## Biographie
Dankert vit à Rostock, il est directeur général et directeur marketing de la Fédération de football de Mecklembourg-Poméranie-Occidentale.
Il arbitre la première fois en Bundesliga pour la saison 2012-2013.
En 2014, Dankert a été nommé sur la liste des arbitres de la FIFA.
Le 18 octobre 2015, il a commis une grave erreur lors du match entre le 1.FC Cologne et le Hanovre 96, lorsque le joueur de Hanovre Leon Andreasen marque l'unique but de la rencontre de la main. Dankert a reconnu le but sans demander à Andreasen s'il y avait eu une faute de main. Après avoir visionné les images télévisées, Dankert a reconnu son erreur.
Fin avril 2018, Dankert a été nommé par la FIFA comme l'un des 13 assistants vidéo pour la Coupe du monde 2018 en Russie. Un an plus tard, il a également été assistant vidéo lors de la Coupe du monde féminine 2019 en France.
Dankert a été arbitre vidéo lors du Championnat d'Europe 2021. Il a notamment assisté l'arbitre de terrain Björn Kuipers lors de la finale entre l'Italie et l'Angleterre (3-2 aux tirs au but). Dankert a été l'arbitre vidéo le plus utilisé du tournoi, officiant lors de 13 matchs.
Le 25 mai 2024, Dankert, a arbitré la finale de la Coupe d'Allemagne entre le 1.FC Kaiserslautern et le Bayer Leverkusen (0:1).
Dankert a de nouveau été désigné comme assistant vidéo pour le Championnat d'Europe 2024 en Allemagne.
Le 10 décembre 2024, la DFB annonce que Dankert ne figure plus sur la liste des arbitres de la FIFA, mais il continue a officier en tant qu'arbitre vidéo.
Dankert a été assistant vidéo à quatre reprises lors de la Coupe du monde des clubs de la FIFA 2025, notamment lors de la finale entre le Chelsea FC et le Paris Saint-Germain.